# Тупиково (деревня, Москва)
Тупиково — деревня в Новомосковском административном округе Москвы  (до 1 июля 2012 года была в составе Ленинского района Московской области). Входит в состав поселения Десёновское.

## Население
| 1859 | 1890 | 1899 | 2002 | 2006 | 2010 |
| ---- | ---- | ---- | ---- | ---- | ---- |
| 139  | ↗193 | ↘78  | ↘49  | ↘36  | ↗89  |

Согласно Всероссийской переписи, в 2002 году в деревне проживало 49 человек (23 мужчины и 26 женщин). По данным на 2005 год в деревне проживало 36 человек.

## География
Деревня Тупиково находится на берегу Десны примерно в 8 км к югу от центра города Московский. Ближайшие населённые пункты — деревни Станиславль и Десна. В километре южнее деревни проходит Калужское шоссе.

## История
Название деревни, предположительно, произошло от некалендарного личного имени Тупик.
В XIX веке деревня Тупиково входила в состав Десенской волости Подольского уезда. В 1899 году в деревне проживало 78 человек, была квартира сотского.